# Poprace
Poprace war eine schwedische Indie-Pop-Band aus Stockholm.

## Bandgeschichte
Poprace wurde 1992 gegründet. Nach nur wenigen Monaten gemeinsamen Probens wagte sich die Band bereits ins Studio und nahm einige Songs auf, die vom deutschen Independent-Label Marsh-Marigold Records veröffentlicht wurden. Hanggliding At Sea verkaufte sich zwar mäßig, verschaffte der Band aber einen gewissen Bekanntheitsgrad, so dass sie in Hamburg vor größerem Publikum auftreten konnte. In den Jahren 1994 und 1995 tourte die Gruppe mehrfach durch die schwedischen Clubs, wodurch auch hier die Musikszene auf die Band aufmerksam wurde. 
Im Lauf dieser Zeit änderte Poprace den Sound merklich. Die Musik orientierte sich vom Rock hin zum Twee-Pop und Indie-Pop. 1995 spielte die Band neue Songs ein, die 1996 vom spanischen Label Elefant Records als selbstbetitelte EP vermarktet wurden. Im selben Jahr löste sich die Band aber bereits auf. Johan Angergård und Joakim Ödlund konzentrierten sich wieder auf ihre Band Acid House Kings, die sie bereits 1991 gegründet hatten. Johan Angergård machte daneben weiter gemeinsam Musik mit Karolina Komstedt unter dem Namen Club 8, wo sie als Duo den Sound von Poprace weiter entwickelten. Joakim Ödlund gründete zusammen mit Henrik Mårtensson und Anders Baeck die Band Starlet, deren Sound seinen Ursprung wieder in Poprace findet.

## Diskografie
- 1994: Hanggliding at Sea (5-track 3"CD, Marsh-Marigold Records)
- 1996: Poprace (EP, Elefant)
- 1998: If I Was Handsome/Two of a Kind auf Marsh Marigold Review 2nd (Beitrag, Marsh-Marigold)